# Sugarloaf
Sugarloaf è un comprensorio sciistico statunitense che si estende sull'omonima montagna nel territorio di Carrabassett Valley, città del Maine (contea di Franklin). 
È il secondo monte per altezza nello Stato del Maine, sotto il Monte Katahdin (1606 m). Appartiene alla catena montuosa degli Appalachi.
Attrezzato con 135 piste (87 km complessivi) e 15 impianti di risalita su 5,7 km² di superficie sciabile, unicamente nel versante nord del monte. Dispone di un impianto di innevamento artificiale, che copre il 95% delle piste. Il dislivello su cui si disloca l'area sciabile è di 860 m. La stagione sciistica, solitamente ha inizio a fine novembre e finisce verso fine aprile. Ha un'altitudine minima di 432 m s.l.m., massima di 1.291 m. In passato la stazione sciistica ha ospitato anche gare della coppa del mondo di sci alpino.